# NGC 1851
NGC 1851 (také známá jako Caldwell 73) je jasná kulová hvězdokupa v souhvězdí Holubice nacházející se ve vzdálenosti 39 400 světelných let od Země. Objevil ji 29. května 1826 australský astronom James Dunlop.

## Pozorování

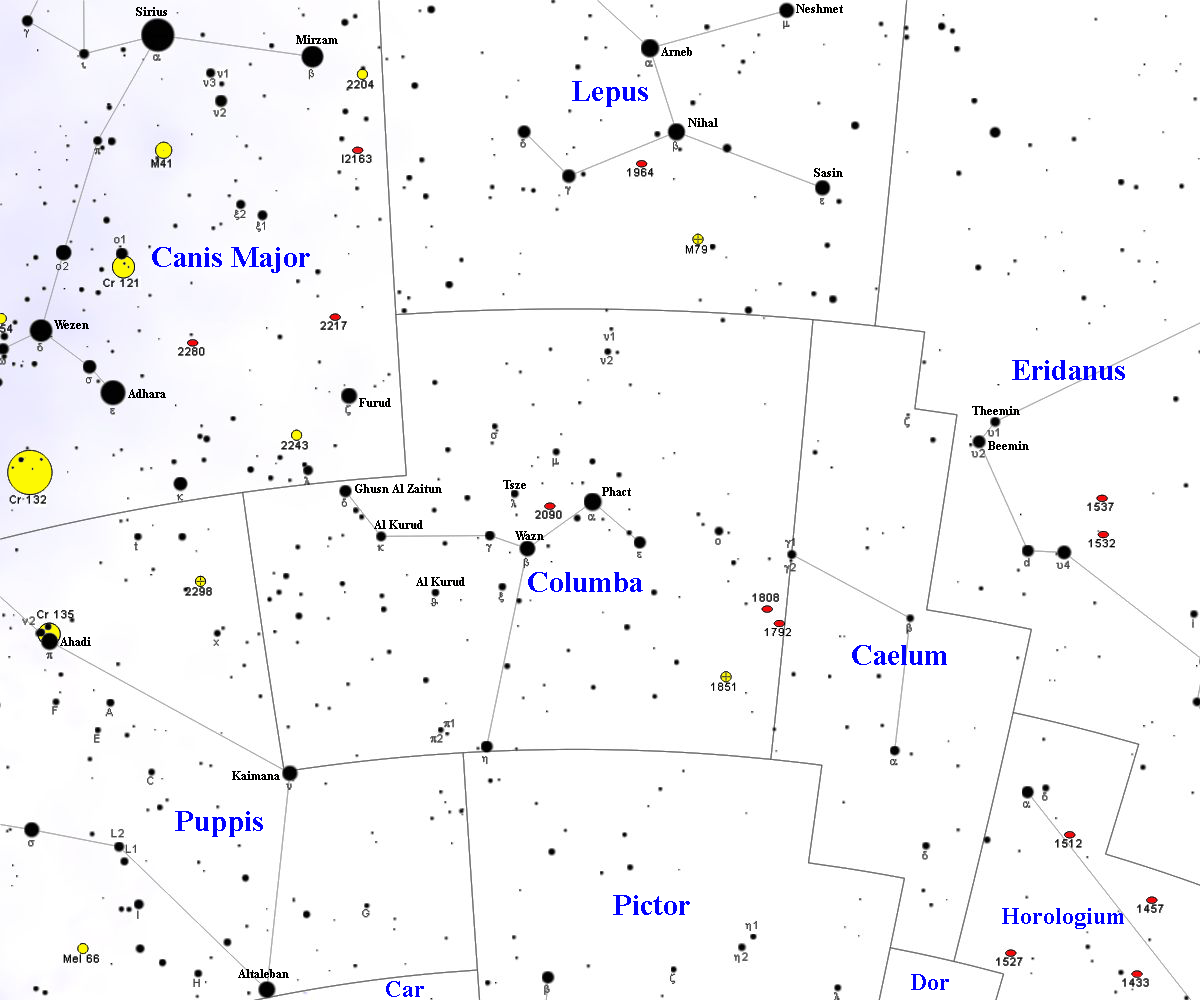
Poloha NGC 1851 v souhvězdí Holubice

Na obloze se nachází v jihozápadním cípu souhvězdí, 5,5° jihozápadně od hvězdy čtvrté magnitudy Epsilon Columbae. Triedrem je sotva viditelná, ale dalekohled o průměru 150 mm umožní pozorovat její nejjasnější hvězdy. Jádro hvězdokupy, které má rozlohu kolem 5', je ovšem velmi husté, takže jej na hvězdy nerozloží ani největší amatérské a poloprofesionální dalekohledy.

## Vlastnosti
Hvězdokupa má absolutní magnitudu -8,3. V roce 2003 bylo zjištěno, že hvězdokupa NGC 1851 by mohla pocházet z Trpasličí galaxie Velký pes. Podobný původ by měly mít i objekty Messier 79, NGC 2298 a NGC 2808.